# ساشا کوهن
 ساشا کوهن (انگلیسی: Sasha Cohen؛ زادهٔ ۲۶ اکتبر ۱۹۸۴) یک ورزشکار اهل ایالات متحده آمریکا است.
وی در بازی‌های المپیک ۱ مدال و در مسابقات جهانی ۳ مدال کسب کرده‌است.